# 霊松寺 (高槻市)
霊松寺（れいしょうじ）は、大阪府高槻市にある曹洞宗の仏教寺院。山号は黄牛山。本尊は十一面観音。

## 歴史
寺伝によると、8世紀中頃に行基菩薩が開創したと伝えられている。当初は牛飼山地蔵院と称していたが、1412年（応永19年）に無月妙応禅師が老松の下から表れた黄金仏を本尊の胎内に納め、堂宇を再興し、寺名も霊松寺と改めた。

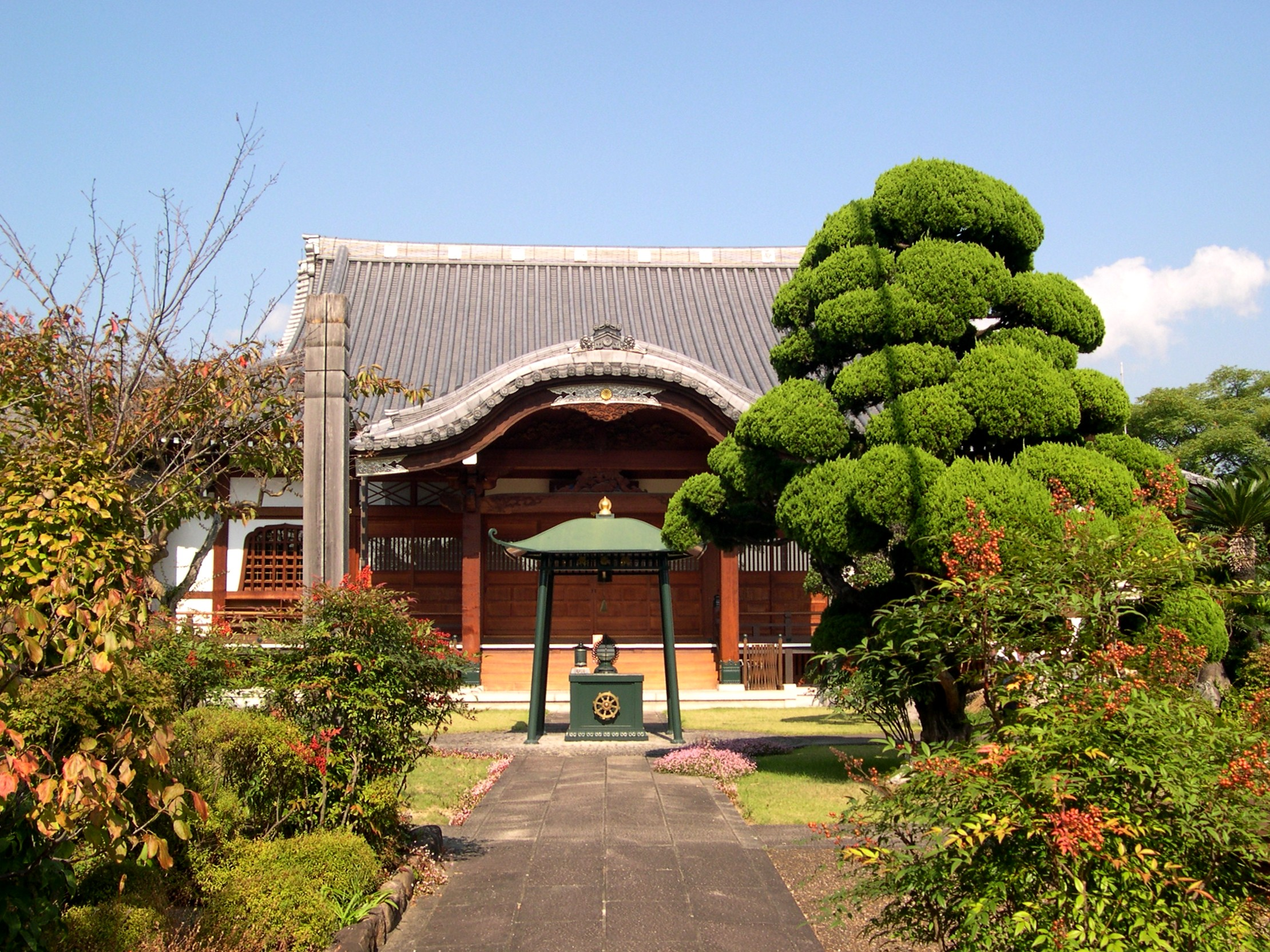
本堂

1558年（永禄元年）には正親町天皇の勅願寺となり、翌1559年（永禄2年）に綸旨や勅額を賜ったと伝えられる。その後、将軍家を支配し畿内に権勢を奮っていた芥川城城主・三好長慶ら一族の信仰が厚く隆盛を極めたが、天正年間（1573-1593年）に当時の高槻藩の藩主でキリシタン大名としても有名な高山氏（高山右近）の兵火にかかり諸堂宇を焼失した。江戸時代の寛永・享保年間に本堂や庫裏、鐘楼、山門などの堂宇を再建した。現在の堂宇は1991年（平成3年）に再建されたものである。
境内には、「三好のカンカン石」と呼ばれている、長慶の嫡男で芥川城城主でもあった三好義興の自然石（安山岩）で作られた墓や、江戸時代の高槻城城主・土岐定義らの墓があり、境外にも高槻城城主であった入江春正の墓がある。また、『摂津名所図会』には山門の脇に寺伝に因む老松が生えていると紹介されているが現在は存在していない。

## 交通アクセス
- JR高槻駅より徒歩10分